# Montchavin-Les-Coches

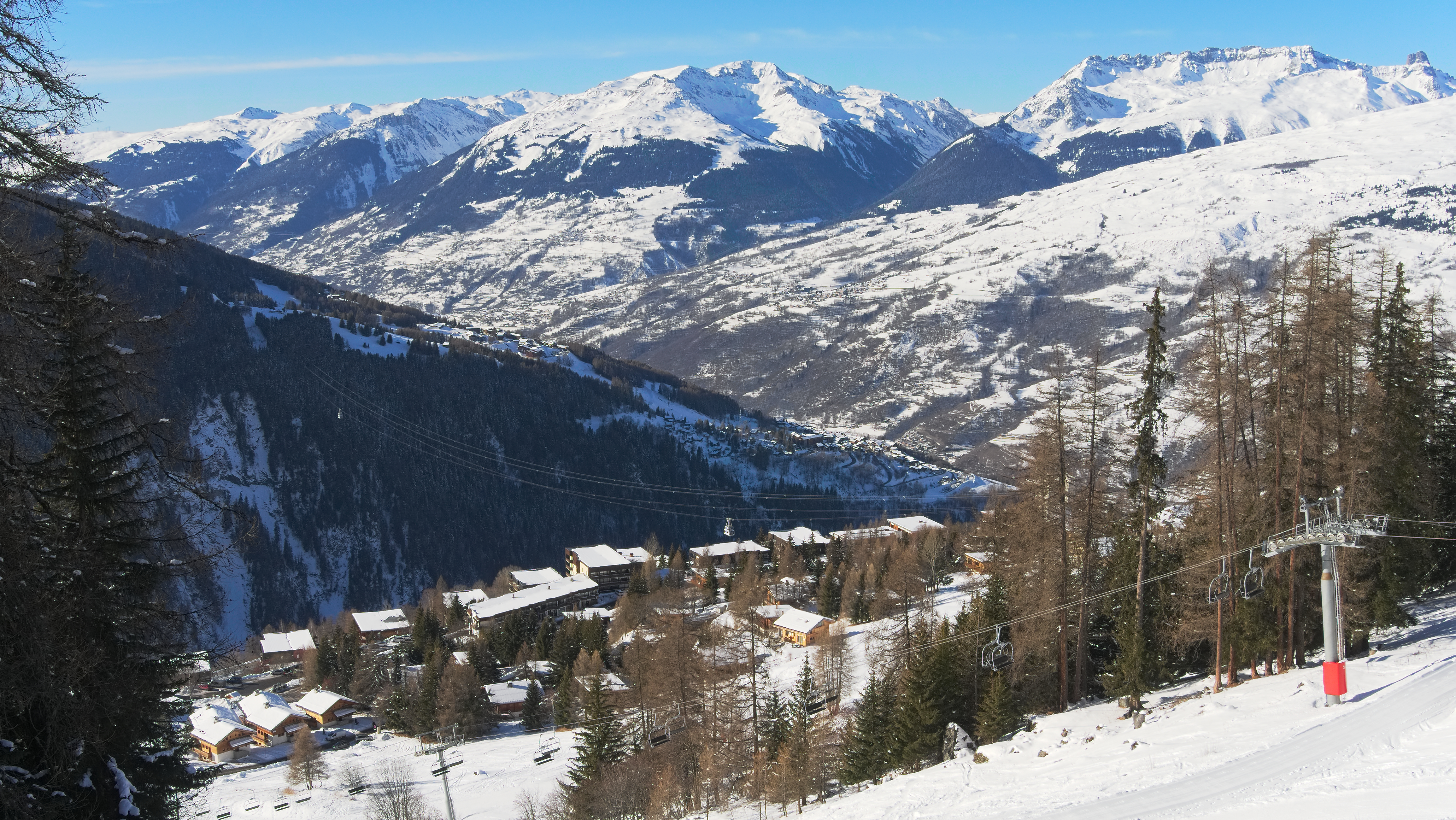
Montchavin

Montchavin-Les-Coches is een naam die vaak gegeven wordt aan de combinatie van de twee skidorpen Montchavin en Les Coches in het Franse wintersportgebied La Plagne. Montchavin werd in 1972 opgericht op de plaats van een verlaten gehucht, het wat hoger gelegen Les Coches volgde in 1977. De Franse architect en stedenbouwkundige Michel Bezançon ontworp het nieuwe skigebied.